# Octave-Georges-Marie Bilodeau
Pour les articles homonymes, voir Bilodeau.
Octave-Georges-Marie Bilodeau (né à Saint-Lazare-de-Bellechasse le 2 octobre 1895 et mort en 1966), est un prêtre et dramaturge canadien. 

## Biographie
Il est le fils de Joseph Bilodeau et de Elmire Larochelle. Il étudie la littérature au petit séminaire de Québec, la philosophie et les sciences à l’Université d'Ottawa et, enfin, la théologie au séminaire de Québec. Il est ordonné prêtre le 10 mai, 1923 puis il devient professeur de rhétorique au séminaire des vocations tardives à Saint-Victor de Beauce.
Membre de la Société des auteurs canadiens, il écrit quelques pièces de théâtre. En 1925, il obtient le prix de Liaison française.  
En 1926, il reçoit le prix d’Action intellectuelle pour une étude sur les causes et les remèdes à l'exode des Canadiens-français intitulée Pour rester au pays.
Il devient missionnaire-colonisateur à partir de 1926.

## Sources
« L'abbé Octave-Georges-Marie Bilodeau », Biographies canadiennes-françaises, Montréal, 7e éd. (1927), p. 403 (Bibliothèque et Archives nationales du Québec).